# Lobbeltjärnen (Arvidsjaurs socken, Lappland, 725548-164875)
Lobbeltjärnen är en sjö i Arvidsjaurs kommun i Lappland och ingår i Skellefteälvens huvudavrinningsområde.